# Lignerolles (Côte-d’Or)
Lignerolles ist eine französische Gemeinde mit 57 Einwohnern (Stand 1. Januar 2022) im Département Côte-d’Or in der Region Bourgogne-Franche-Comté. Sie gehört zum Arrondissement Montbard und zum Kanton Châtillon-sur-Seine.
Nachbargemeinden sind Dancevoir im Nordwesten, Aubepierre-sur-Aube im Nordosten, Les Goulles im Südosten und La Chaume im Südwesten.

## Bevölkerungsentwicklung
| Jahr                       | 1962 | 1968 | 1975 | 1982 | 1990 | 1999 | 2008 | 2015 |
| -------------------------- | ---- | ---- | ---- | ---- | ---- | ---- | ---- | ---- |
| Einwohner                  | 69   | 63   | 70   | 62   | 48   | 53   | 52   | 48   |
| Quellen: Cassini und INSEE |      |      |      |      |      |      |      |      |